# Línea 002 (EMT Madrid)
La línea 002 (a efectos de numeración interna, 362) de la EMT de Madrid conecta entre sí Puerta de Toledo con Argüelles, en un trayecto que atraviesa Madrid Central de norte a sur.

## Características

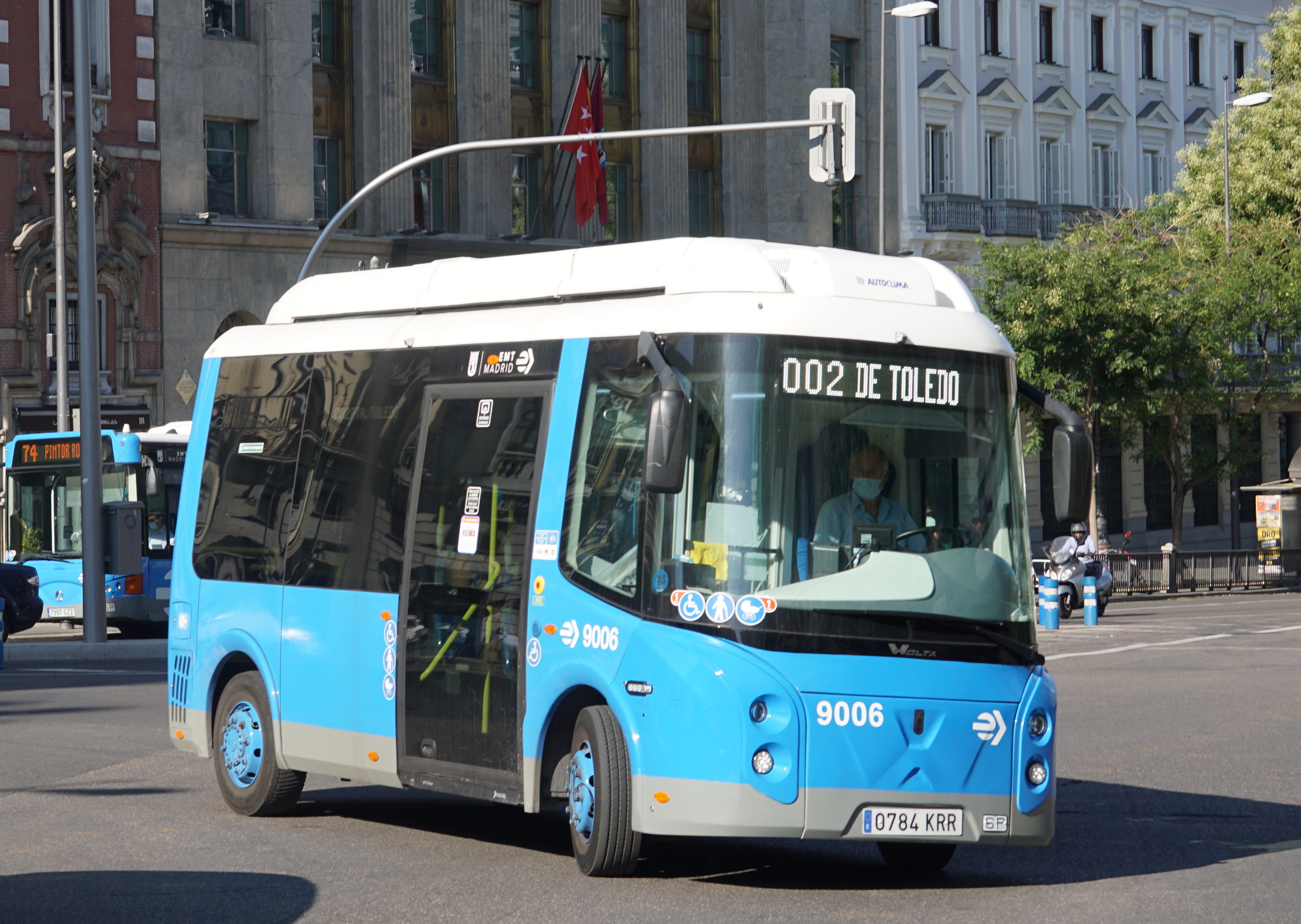
Girando a la calle Alcalá, agosto de 2020

Esta línea fue puesta en servicio el 3 de marzo de 2020. Forma parte de las denominadas "líneas Cero", por lo que opera solamente con autobuses eléctricos. El recorrido es gratuito en su integridad, aunque, al deber constar el viaje, será entregado en el mismo autobús un billete o se deberá pasar el abono por la validadora sin cobro alguno para que sirva como justificante de haber realizado el viaje.
En realidad no es más que una ampliación de la línea M2, que hasta la inauguración de la 002 operaba entre Sevilla y Argüelles. La 002 hereda todo su recorrido ampliándolo por el sur hacia Tirso de Molina y Puerta de Toledo, y al igual que esta, opera con minibuses eléctricos de 6 m, que permiten circular por las calles estrechas del centro de la ciudad.

### Frecuencias
| Lunes a viernes laborables   |               |
| De 8:00 a 10:00              | 11-20 minutos |
| De 10:00 a 19:00             | 11-12 minutos |
| De 19:00 a 21:00             | 16-24 minutos |
| Sábados, domingos y festivos |               |
| De 8:00 a 12:00              | 16-30 minutos |
| De 12:00 a 19:00             | 16-18 minutos |
| De 19:00 a 21:00             | 20-30 minutos |

## Recorrido y paradas

### Sentido Argüelles
| Código | Parada                                     | Común con         | Conexiones con Metro y Cercanías | Otros |
| ------ | ------------------------------------------ | ----------------- | -------------------------------- | ----- |
| 80     | METRO PUERTA DE TOLEDO                     |                   | Puerta de Toledo                 |       |
| 548    | Toledo-Humilladero                         | 17 18 23 35       |                                  |       |
| 546    | La Latina                                  | 17 18 23 35       | La Latina                        |       |
| 4058   | Colegiata                                  | M1 M3             |                                  |       |
| 4038   | Tirso de Molina                            | 50 65 M1 M3       | Tirso de Molina                  |       |
| 4025   | Benavente                                  | M1 M3             |                                  |       |
| 4039   | Canalejas                                  | M1 M3             |                                  |       |
| 1049   | Carrera de San Jerónimo-Cedaceros          | 51 M1             |                                  |       |
| 2559   | Virgen de los Peligros-Caballero de Gracia | 9                 | Sevilla                          |       |
| 4108   | Gran Vía-Pedro Zerolo                      | 3 46              |                                  |       |
| 4094   | Gran Vía-Montera                           | 1 2 46 74 146 001 | Gran Vía Sol                     |       |
| 4129   | Valverde                                   |                   |                                  |       |
| 4130   | San Ildefonso                              |                   |                                  |       |
| 4131   | Corredera                                  |                   |                                  |       |
| 4132   | Pez-Jesús del Valle                        |                   |                                  |       |
| 4133   | Noviciado                                  |                   | Noviciado                        |       |
| 4134   | Reyes                                      |                   | Plaza de España                  |       |
| 4135   | Comendadoras                               |                   |                                  |       |
| 4136   | Conde Duque                                |                   |                                  |       |
| 1325   | Alberto Aguilera-Galileo                   | 21 C03            |                                  |       |
| 1221   | Alberto Aguilera-Blasco de Garay           | 21 C03            |                                  |       |
| 4137   | Princesa-Centro Comercial                  | C03               |                                  |       |
| 2111   | ARGÜELLES (C/ Alberto Aguilera)            |                   | Argüelles                        |       |

### Sentido Puerta de Toledo
| Código | Parada                          | Común con           | Conexiones con Metro y Cercanías | Otros |
| ------ | ------------------------------- | ------------------- | -------------------------------- | ----- |
| 2111   | ARGÜELLES (C/ Alberto Aguilera) |                     | Argüelles                        |       |
| 4138   | Santa Cruz Marcenado            |                     |                                  |       |
| 4139   | Conde Duque                     |                     |                                  |       |
| 4140   | Centro Cultural Conde Duque     |                     |                                  |       |
| 4141   | Travesía Conde Duque            |                     |                                  |       |
| 4142   | Noviciado                       |                     | Noviciado                        |       |
| 4143   | Plaza del Rastrillo             |                     |                                  |       |
| 4144   | San Ildefonso                   |                     |                                  |       |
| 4145   | Barco                           |                     |                                  |       |
| 4096   | Metro Gran Vía                  |                     | Gran Vía Sol                     |       |
| 5138   | Gran Vía-Pedro Zerolo           | 1 2 3 46 74 146 001 |                                  |       |
| 164    | Círculo de Bellas Artes         | 1 2 3 46 74 146 001 |                                  |       |
| 3689   | Sevilla                         | 5 15 20 53 150      | Sevilla                          |       |
| 4040   | Canalejas                       | M1 M3               |                                  |       |
| 4041   | Santa Ana                       | M1 M3               |                                  |       |
| 4056   | Plaza Matute                    | M1 M3               | Antón Martín                     |       |
| 4042   | Benavente                       | M1 M3               |                                  |       |
| 5156   | Toledo-Colegiata San Isidro     | M3                  |                                  |       |
| 545    | La Latina                       | 17 18 23 35 M3      | La Latina                        |       |
| 547    | Toledo-Humilladero              | 17 18 23 35 60      |                                  |       |
| 2589   | Toledo-La Paloma                | 17 18 23 35 60      | Puerta de Toledo                 |       |
| 80     | METRO PUERTA DE TOLEDO          |                     | Puerta de Toledo                 |       |

## Galería de imágenes

Mapa zonal de la estación de metro de Noviciado con los recorridos de las líneas de autobuses, entre las que aparece el 002.